# Eupithecia fuscicostata
Eupithecia fuscicostata är en fjärilsart som beskrevs av Hugo Theodor Christoph 1887. Eupithecia fuscicostata ingår i släktet Eupithecia och familjen mätare. Inga underarter finns listade i Catalogue of Life.